# Stephen Dedalus
Stephen Dedalus ist eine fiktive Figur des irischen Schriftstellers James Joyce.
Dedalus taucht sowohl in dem Roman Ein Porträt des Künstlers als junger Mann (Erstausgabe 1916) als auch in Joyce’ Hauptwerk Ulysses (1922) auf. 
Ein Porträt des Künstlers als junger Mann berichtet über die Kindheit und Jugend von Dedalus. Der Roman und die Figur des Stephen selbst tragen starke autobiographische Züge. 
Im Ulysses verkörpert Stephen Dedalus einen modernen Telemachus, der auf der Suche nach einem geistigen Vater ist, obwohl der junge Mann selbst als Intellektueller zu beschreiben ist. Ihm fehlt viel mehr ein vaterähnlicher älterer Freund, der ihm die „Schule des Lebens“ näher bringt – diese Rolle nimmt im Verlauf des Ulysses immer stärker die eigentliche Hauptfigur des Romans, Leopold Bloom, ein. Der erste Teil des Ulysses ist Stephen Dedalus gewidmet. Die ersten drei Kapitel führen den Leser in die stark vergeistigte Gedankenwelt und die soziale Umwelt der Figur ein. In diesem ersten Teil des Werkes sind die autobiographischen Züge an Dedalus besonders hervortretend.